# Feilsdorf
Feilsdorf ist eine Ortsgemeinde im Eifelkreis Bitburg-Prüm in Rheinland-Pfalz. Sie gehört seit dem 1. Juli 2014 der Verbandsgemeinde Bitburger Land an.

## Geographie
Die Ortschaft liegt in der Südwesteifel, circa zehn Kilometer nordwestlich von Bitburg auf der Hochfläche zwischen Echtershausen und Mülbach. Von dem mit 3,8 km² recht kleinen Gemeindegebiet werden 58 % landwirtschaftlich genutzt, 35 % sind von Wald bestanden. Das Dorf wird von Streuobstwiesen umgeben und befindet sich auf einer Höhe von 370 m ü. NHN. Zu Feilsdorf gehört zudem der Weiler Neumühle, der anteilig auch zur Gemeinde Altscheid gehört. Dieser liegt etwa zwei Kilometer außerhalb des Ortes am Echtersbach.
Nachbarorte sind Altscheid im Norden, Brecht im Südosten, Oberweis im Süden, Baustert im Südwesten sowie Hütterscheid und Weidingen im Nordwesten.

## Geschichte
Die erste urkundliche Erwähnung des Ortes als „Falstorf“ oder „Fulstorf“ erfolgte im Jahre 1473. Die heutige Ortsnamensendung „-dorf“ stammt aller Wahrscheinlichkeit nach aus der Landnahmezeit ab dem 8. Jahrhundert.
In der frühen Neuzeit gehörte Feilsdorf innerhalb des Herzogtums Luxemburg teilweise zur Herrschaft Neuerburg und teilweise zur Herrschaft Bettingen, innerhalb derer er spätestens 1570 zur Pfarrei Baustert kam. Die Inbesitznahme des Linken Rheinufers durch französische Revolutionstruppen beendete die alte Ordnung. Der Ort wurde von 1798 bis 1814 Teil der Französischen Republik (bis 1804) und anschließend des Französischen Kaiserreichs, zugeordnet der Mairie Oberweis im Kanton Neuerburg des Arrondissements Bitbourg (Bitburg) im Departement der Wälder. Nach der Niederlage Napoleons kam Feilsdorf aufgrund der 1815 auf dem Wiener Kongress getroffenen Vereinbarungen zum Königreich Preußen. Der Ort gehörte nun zur Bürgermeisterei Oberweis im Kreis Bitburg des Regierungsbezirks Trier, der 1822 Teil der neu gebildeten Rheinprovinz wurde. 1848 wurden 54 Einwohner in vier Wohnhäusern gezählt. 1895 betrug die Einwohnerzahl bereits 81, wobei sich auch die Wohnbebauung verdoppelte.
Als Folge des Ersten Weltkriegs war die gesamte Region dem französischen Abschnitt der Alliierten Rheinlandbesetzung zugeordnet. Nach dem Zweiten Weltkrieg wurde Feilsdorf innerhalb der französischen Besatzungszone Teil des damals neu gebildeten Landes Rheinland-Pfalz. Bis 1970 gehörte die Gemeinde zum Amt Oberweis, als dieses im Zuge der rheinland-pfälzischen Kommunalreform mit weiteren Ämtern zur Verbandsgemeinde Bitburg-Land zusammengeschlossen wurde, die wiederum zum 1. Juli 2014 in die Verbandsgemeinde Bitburger Land aufging.
Bevölkerungsentwicklung
Die Entwicklung der Einwohnerzahl von Feilsdorf, die Werte von 1871 bis 1987 beruhen auf Volkszählungen:
| Jahr | Einwohner |
| ---- | --------- |
| 1815 | 38        |
| 1835 | 54        |
| 1871 | 57        |
| 1905 | 88        |
| 1939 | 87        |
| 1950 | 73        |
| 1961 | 65        |

| Jahr | Einwohner |
| ---- | --------- |
| 1970 | 63        |
| 1987 | 36        |
| 1997 | 29        |
| 2005 | 35        |
| 2011 | 33        |
| 2017 | 24        |
| 2018 | 26        |

## Politik

### Gemeinderat
Der Gemeinderat in Feilsdorf besteht aus sechs Ratsmitgliedern, die bei der Kommunalwahl am 9. Juni 2024 in einer Mehrheitswahl gewählt wurden, und dem ehrenamtlichen Ortsbürgermeister als Vorsitzendem.

### Bürgermeister
Martin Winter wurde 2004 Ortsbürgermeister von Feilsdorf. Da bei der Direktwahl am 26. Mai 2019 kein gültiger Wahlvorschlag eingereicht wurde, oblag die Neuwahl des Bürgermeisters gemäß rheinland-pfälzischer Gemeindeordnung dem Rat. Dieser bestätigte Winter auf der konstituierenden Sitzung am 19. August 2019 in seinem Amt. Bei der Direktwahl am 9. Juni 2024 wurde Martin Winter als einziger Bewerber mit einem Stimmenanteil von 90,9 % für weitere fünf Jahre in seinem Amt bestätigt.

### Wappen
| Wappen von Feilsdorf |
| Wappenbegründung: Die vier alten Stockgüter und die ausgedehnte Waldbesitzung von Feilsdorf werden durch die vier Eicheln symbolisiert. Das Wegekreuz in der Mitte steht für die zahlreichen Wegekreuze innerhalb des Gemeindegebietes. |

## Sehenswürdigkeiten
Der Ort wird stark durch die ehemaligen Stockgüter geprägt. Sehenswert sind auch die zahlreichen Wegekreuze, die über das Feilsdorfer Gemeindegebiet verteilt sind.

## Wirtschaft und Infrastruktur

### Wirtschaft
Feilsdorf ist hauptsächlich von der Landwirtschaft geprägt, die 246 von 380 Hektar der Gemeindefläche nutzt. Die überwiegende Zahl der Arbeitnehmer pendelt zu auswärtigen Beschäftigungsstellen, vor allem nach Bitburg.

### Verkehr
Der Ort liegt an der Kreisstraße K 9. Die nächste Autobahn-Anschlussstelle ist Bitburg an der A 60 und liegt etwa zehn Kilometer östlich der Gemeinde. Drei Kilometer südlich von Feilsdorf verläuft die Bundesstraße 50.